# Прапор Цумані
Пра́пор Цумані — селищна хоругва Цумані, затверджена рішенням сесії селищної ради.

## Опис
Прямокутне полотнище з співвідношенням сторін 2:3 розділене на дві рівновеликих горизонтальних смуги, кожна з яких розділена вертикально в співвідношенні 1:9. Верхня древкова частина синя, верхня вільна зелена, нижня древкова жовта, нижня вільна синя. У центрі перетину великих смуг білий розширений хрест.